# Ofir Marciano
Ofir Marciano (hebr. ‏אופיר מרציאנו‎; ur. 7 października 1989 w Aszdod) – izraelski piłkarz występujący na pozycji bramkarza w holenderskim klubie Feyenoord.

## Życiorys
Jest wychowankiem FC Aszdod. W seniorskim zespole tego klubu występował w latach 2008–2017. W sezonie 2015/2016 przebywał na wypożyczeniu w belgijskim Royal Excel Mouscron, a w sezonie 2016/2017 w szkockim Hibernian F.C.. W 2017 roku został na stałe piłkarzem Hibernian.
W reprezentacji Izraela zadebiutował 10 października 2016 w wygranym 2:1 meczu z Cyprem.